# Jerry Bengtson
Jerry Ricardo Bengtson Bodden (Santa Rosa de Aguán, 8 april 1987) is een Hondurees voetballer die doorgaans speelt als spits. In juli 2018 verruilde hij Deportivo Saprissa voor Olimpia. Bengtson maakte in 2010 zijn debuut in het Hondurees voetbalelftal.

## Clubcarrière
Bengtson begon zijn carrière bij Vida en debuteerde in 2007 voor die club. Hij kwam uiteindelijk gedurende drie jaar uit voor Vida en hij kwam tot 36 competitiedoelpunten. Op 26 november 2010 tekende Bengtson een driejarige verbintenis bij Motagua. Bij Motagua bleef de aanvaller doelpunten maken en hij kroonde zich in zijn eerste seizoen direct tot competitietopscorer. Op 5 juli 2012 liet hij zijn vaderland Honduras achter zich; hij tekende op die dag een contract bij New England Revolution, uitkomend in de Major League Soccer. In 2014 werd hij voor de duur van één seizoen op huurbasis bij Belgrano gestald. Na zijn terugkeer bij New England Revolution kwam hij niet aan spelen toe en hij verkaste naar Persepolis. Na een jaar verliet hij die club voor competitiegenoot Zob Ahan. Na twee seizoenen in Iran verkaste Bengtson naar Deportivo Saprissa. In 2018 keerde de aanvaller terug naar Honduras, waar hij voor Olimpia ging spelen.

## Interlandcarrière
Bengtson debuteerde in het Hondurees voetbalelftal op 21 april 2010. Op die dag werd een vriendschappelijke wedstrijd tegen Venezuela met 0–1 verloren. Bengtson begon op de bank en mocht in de rust van bondscoach Reinaldo Rueda invallen. Tevens was hij onderdeel van de Hondurese selectie op de Olympische Spelen 2012 in Groot-Brittannië; hij kwam op dit toernooi drie maal tot scoren. Op 6 mei 2014 maakte bondscoach Luis Fernando Suárez bekend Bengtson mee te zullen nemen naar het wereldkampioenschap in Brazilië.